# 第6回東アジア競技大会野球日本代表
第6回東アジア競技大会野球日本代表（だい6かいひがしアジアきょうぎたいかいやきゅうにほんだいひょう）は、2013年10月に中国・天津で開催された第6回東アジア競技大会に出場するために編成された野球日本代表チームである。

## 概要
東アジア競技大会では野球競技が正式種目とされていなかったが、第6回大会で初めて正式種目に採用された。大会が10月前半に行われるため、プロ野球や学生野球からの選手選抜は当初から困難視されていた。そこで全日本野球会議において、6月に代表候補選手を社会人選手中心に選抜し、7月後半に代表候補合宿を実施、9月に代表選手を発表した。
24選手のうち学生からは山川穂高1人のみ選抜された。2012年の第83回都市対抗野球大会以来社会人の全国大会で3季連続決勝を戦ったJX-ENEOSとJR東日本からはあわせて7選出が選抜された。
試合はチャイニーズタイペイにこそ11失点の完封負けであったが、モンゴル相手に36-0、香港相手に18-0、グアム相手に12-0と大差の完封続きで予選リーグを5勝1敗と1位で通過し、準決勝でチャイニーズタイペイに雪辱を果たすと、決勝で韓国を破り優勝した。

## 代表メンバー
所属は大会開幕時のもの。
| ポジション | 背番号 | 氏名       | 所属チーム       | 備考                           |
| ---------- | ------ | ---------- | ---------------- | ------------------------------ |
| 監督       | 30     | 小島啓民   | 長崎県庁         |                                |
| コーチ     | 31     | 早瀬万豊   | 日本生命         |                                |
| コーチ     | 32     | 西正文     | 永和商事ウイング |                                |
| コーチ     | 33     | 堀井哲也   | JR東日本         |                                |
| 投手       | 11     | 石川歩     | 東京ガス         | のち千葉ロッテマリーンズ       |
| 投手       | 14     | 浦野博司   | セガサミー       | のち北海道日本ハムファイターズ |
| 投手       | 16     | 東明大貴   | 富士重工業       | のちオリックス・バファローズ   |
| 投手       | 17     | 片山純一   | JR東日本         |                                |
| 投手       | 18     | 秋吉亮     | パナソニック     | のち東京ヤクルトスワローズ     |
| 投手       | 19     | 大城基志   | JX-ENEOS         |                                |
| 投手       | 20     | 濱野雅慎   | JR九州           |                                |
| 投手       | 21     | 吉田一将   | JR東日本         | のちオリックス・バファローズ   |
| 捕手       | 9      | 上田祐介   | NTT東日本        |                                |
| 捕手       | 27     | 中野滋樹   | JR九州           |                                |
| 捕手       | 28     | 二葉祐貴   | トヨタ自動車     |                                |
| 内野手     | 4      | 石岡諒太   | JR東日本         | のち中日ドラゴンズ             |
| 内野手     | 5      | 井上晴哉   | 日本生命         | のち千葉ロッテマリーンズ       |
| 内野手     | 6      | 多幡雄一   | Honda            |                                |
| 内野手     | 7      | 田中広輔   | JR東日本         | のち広島東洋カープ             |
| 内野手     | 8      | 川戸洋平   | Honda            |                                |
| 内野手     | 10     | 岡崎啓介   | 日立製作所       |                                |
| 内野手     | 25     | 山川穂高   | 富士大学         | のち埼玉西武ライオンズ         |
| 内野手     | 29     | 渡邉貴美男 | JX-ENEOS         |                                |
| 外野手     | 1      | 大河原正人 | 東芝             |                                |
| 外野手     | 2      | 堀越匠     | 新日鐵住金鹿島   |                                |
| 外野手     | 3      | 井領雅貴   | JX-ENEOS         | のち中日ドラゴンズ             |
| 外野手     | 24     | 松本晃     | JR東日本         |                                |
| 外野手     | 26     | 松島圭祐   | 伯和ビクトリーズ |                                |

## 競技結果
- 予選リーグ

第1戦（10月6日）　日本　36－0　モンゴル
第2戦（10月7日）　日本　4－0　中国
第3戦（10月8日）　日本　0－11　チャイニーズタイペイ
第4戦（10月9日）　日本　18－0　香港
第5戦（10月10日）　日本　6－3　韓国
第6戦（10月11日）　日本　12－0　グアム
- 決勝トーナメント

準決勝（10月13日）　日本　6－0　チャイニーズタイペイ
決勝（10月14日）　日本　4－2　韓国

## 資料出所
- 侍ジャパン オフィシャルサイト 第6回東アジア競技大会 社会人代表
- 公益財団法人日本オリンピック委員会 - 第6回東アジア競技大会
- 公益財団法人日本野球連盟